# Рис, Иштван
Доктор Иштван Рис (венг. Ries István; 14 ноября 1885 — 15 сентября 1950) — венгерский политический деятель социал-демократического толка и юрист, занимавший пост министра юстиции ВНР между 1945 и 1950 годами. Заместитель генерального секретаря Социал-демократической партии в 1947—1948 годах, затем член ЦК Венгерской партии трудящихся.

## Биография

### Ранние годы
Он родился в богатой еврейской семье в Кюнгёше, расположенном в медье Веспрем. Его отец, Бернат, был арендатором земельного участка и перешёл в римско-католическую церковь. В итоге, Иштван также получил католическое воспитание. Он поступил в школу в Будапеште, а выпускной экзамен сдавал в Секешфехерваре. Получил юридическое образование в Будапеште. С 1912 года занимался адвокатской деятельностью. Был членом антивоенного Галилеевского кружка.
Во время Первой мировой войны был в числе первых мобилизованных в 1914 году. Попал в русский плен, там застал Октябрьскую революцию в качестве военнопленного и смог вернуться домой в июне 1918 года.

### Революция и социал-демократия
Во время Венгерской советской республики вначале работал в народном комиссариате образования, а затем участвовал в боевых действиях чехословацко-венгерской войны в качестве бойца венгерской Красной Армии. После падения советской власти в Венгрии эмигрировал в Вену.
Смог вернуться в Венгрию в 1921 году и снова открыл свою адвокатскую контору. В 1924 году вступил в Венгерскую социал-демократическую партию (MSZDP), членом руководства которой был в 1933—1935 и 1939—1948 годах, а членом президиума стал в 1943 году. В рамках своей адвокатской деятельности на добровольных началах защищал гонимых активистов рабочего движения, а также публиковал статьи в изданиях Népszava и Szocializmus. В результате его имя стало хорошо известно в социал-демократических кругах.
Участвовал в парламентских выборах 1935 и 1939 годов, но избран не был. Во время нацистской оккупации Венгрии находился в подполье.

### После Второй мировой войны
Вернуться в политику смог после осады Будапешта. Был избран депутатом Временного Национального собрания Венгрии на 2 апреля 1945 года. Был назначен министром юстиции Временного национального правительства 21 июля 1945 года. Занимал министерскую должность до ареста 7 июля 1950 года (официально до 17 июля). Среди прочих, при нём виновников резни 1942 года в Нови-Саде передали властям Югославии для суда.
Участвовал в «забастовке министров», подав в отставку в 1947 году вместе с другими членами кабинета от социал-демократов. Хотя в итоге он остался на своем посту, этим он навлёк гнев сталинистского руководства Венгрии в лице Матьяша Ракоши и Эрнё Герё. Несмотря на это, что он стал членом центрального руководства Венгерской партии трудящихся, созданной в результате слияния Социал-демократической и Коммунистической партии Венгрии. Как министр юстиции сыграл значительную роль в принятии новой Конституции Венгрии 20 августа 1949 года.

### Арест и гибель
Действующий министр юстиции Рис был арестован на основе вымышленных обвинений 7 июля 1950 года. Официально был снят с должности 17 июля. Ракошистский режим собирался судить его в ходе показательного процесса над другим социал-демократом в руководстве ВПТ — Арпадом Сакашичем, но ещё до рассмотрения дела он был забит до смерти в следственной тюрьме Ваца подручными Дьюлы Принца. О пытках над Рисом, в которых принимал участие и следователь Управления государственной безопасности Миклош Бауэр (применявший против заключённого «бранные оскорбления, плевки и пощечины»), упоминается в книге Дьёрдя Фалуди.
Рис, как и ряд других жертв режима Ракоши (например, Ласло Райк), был реабилитирован в 1956 году во время десталинизации.

### Спортивная деятельность
Помимо политических функций, Рис также работал в нескольких спортивных ведомствах. С 1947 года занимал пост председателя Высшего совета спорта, президента Венгерской футбольной федерации и Совета венгерских футбольных судей.

## Произведения
- A népbíráskodásról szóló 81/1945. M. E. számú és az ezt kiegészítő 1440/1845 M. E. számú rendelet szövege és magyarázata; magyarázatok Ries István; Politzer, Bp., 1945
- A büntetőjog általános elvei. Jegyzet; MEFESZ Jogászkör, Bp., 1949
- Az Egyesült Államok igazi arca; Szikra, Bp., 1949 (A Magyar Dolgozók Pártja politikai akadémiája)